# 2019 StarCraft II World Championship Series
2019 StarCraft II World Championship Series — восьмой чемпионат мира World Championship Series по StarCraft II, организованный Blizzard Entertainment и проводимый с января по ноябрь 2019 года. Общая система осталась неизменной с прошлого года: в мире по-прежнему ведутся две рейтинговые системы — рейтинг WCS Korea и открытый рейтинг WCS. В каждой системе проводятся чемпионаты, приносящие участникам рейтинговые очки; в конце года 16 участников, по 8 из каждой системы — победители крупнейших турниров и киберспортсмены, набравшие наибольшее число рейтинговых очков, — приглашаются на мировой финал, проводимый в рамках выставки BlizzCon 2019.
Чемпионом мира стал Пак «Dark» Риюнг Ву, второе место занял Риккардо «Reynor» Ромити, а третье поделили между собой Йоона «Serral» Сотала и Ким «Classic» Дох У (матч за третье место не проводился).
Сезон 2019 года стал последним чемпионатом World Championship Series, на смену ему пришёл ESL Pro Tour.

## Предыстория и формат
В 2018 году было объявлено о закрытии Heroes of the Storm Global Championship, из-за чего в сообществе StarCraft существовало опасение закрытия киберспортивной сцены и у StarCraft II. Слухи не подтвердились: в конце декабря 2018 года было объявлено о проведении 2019 StarCraft II World Championship Series, однако структура чемпионата к тому времени не была завершена; было известно только о сохранении двух рейтинговых систем: рейтинг WCS Korea и открытый рейтинг WCS.
Первый чемпионат открытого рейтинга WCS был заменён онлайн-чемпионатом WCS Winter, в котором, в отличие от чемпионатов прошлого года, не разыгрывался слот на мировой финал — только деньги и очки WCS. Следующие два турнира, WCS Spring и WCS Summer, были организованы в сотрудничестве со Star Ladder и проведены в Киев Киберспорт Арене на Украине. Заключительный турнир WCS Fall был проведён в рамках DreamHack Montreal в Монреале, Канада.
Отборочными чемпионатами корейского региона по-прежнему являлись три сезона Global StarCraft II League, а также снова было организовано два турнира GSL Super Tournament. Региональные ограничения, запрещающие корейцам участвовать в чемпионатах открытого рейтинга, но позволяющие игрокам со всего мира соревноваться в Корее, остались в силе. В рамках WCS Spring была предпринята попытка ввести правило, запрещающее одновременное участие в турнирах корейского региона и турнирах претендентов открытого рейтинга (англ. WCS Challenger — онлайн-турнир, на котором разыгрывается оплаченная путёвка на соответствующий чемпионат WCS). Это привело к тому, что все игроки, кроме Саши «Scarlett» Хостин, отказались от участия в GSL, и Blizzard решили отказаться от этого правила для дальнейших турниров.
На мировой финал по-прежнему приглашаются по 8 лучших игроков из каждого региона, однако было изменено распределение призового фонда: в случае если привлечённая краудфандингом сумма оказывается достаточной, деньги получают не только 16 участников финала, но и киберспортсмены, занявшие 9—16 места в своих регионах и, соответственно, не попавшие на BlizzCon. В систему WCS сталось включено два глобальных соревнования: Intel Extreme Masters Katowice и GSL vs. The World.

## Отборочные соревнования

### Открытый рейтинг WCS
В рамках онлайн-чемпионата WCS Winter открытый рейтинг WCS был разбит на два региона: европейский и американский (в который также вошли Китай, Тайвань, Австралия и Новая Зеландия); для каждого региона был проведён свой чемпионат по одинаковой системе. На турниры было приглашено по 32 киберспортсмена: 8 игроков, имеющих наивысший внутриигровой рейтинг, и по 8 лучших игроков каждой из трёх открытых квалификаций. Было проведено две групповые стадии, в каждой из которых половина игроков отсеивалась; оставшиеся 8 игроков были объединены в одну группу, играющую по круговой системе в рамках третьей групповой стадии. В результате два игрока отсеивались, а шестеро приглашались на плей-офф и играли по системе «лесенки»: занявшие 5 и 6 место играли между собой, победитель этой пары играл с занявшим 4 место, победитель этого матча — с занявшим 3 место, и так далее. Плей-офф был проведён в Лос-Анджелесе в Blizzard Arena, без зрителей. В финале европейского турнира шестнадцатилетний Риккардо «Reynor» Ромити одержал победу над действующим чемпионом мира, Йооной «Serral» Соталой, со счётом 4:3. На WCS Winter Americas победителем вышел Алекс «Neeb» Сандерхафт, одержав в финале победу над Сашей «Scarlett» Хостин со счётом 4:2.

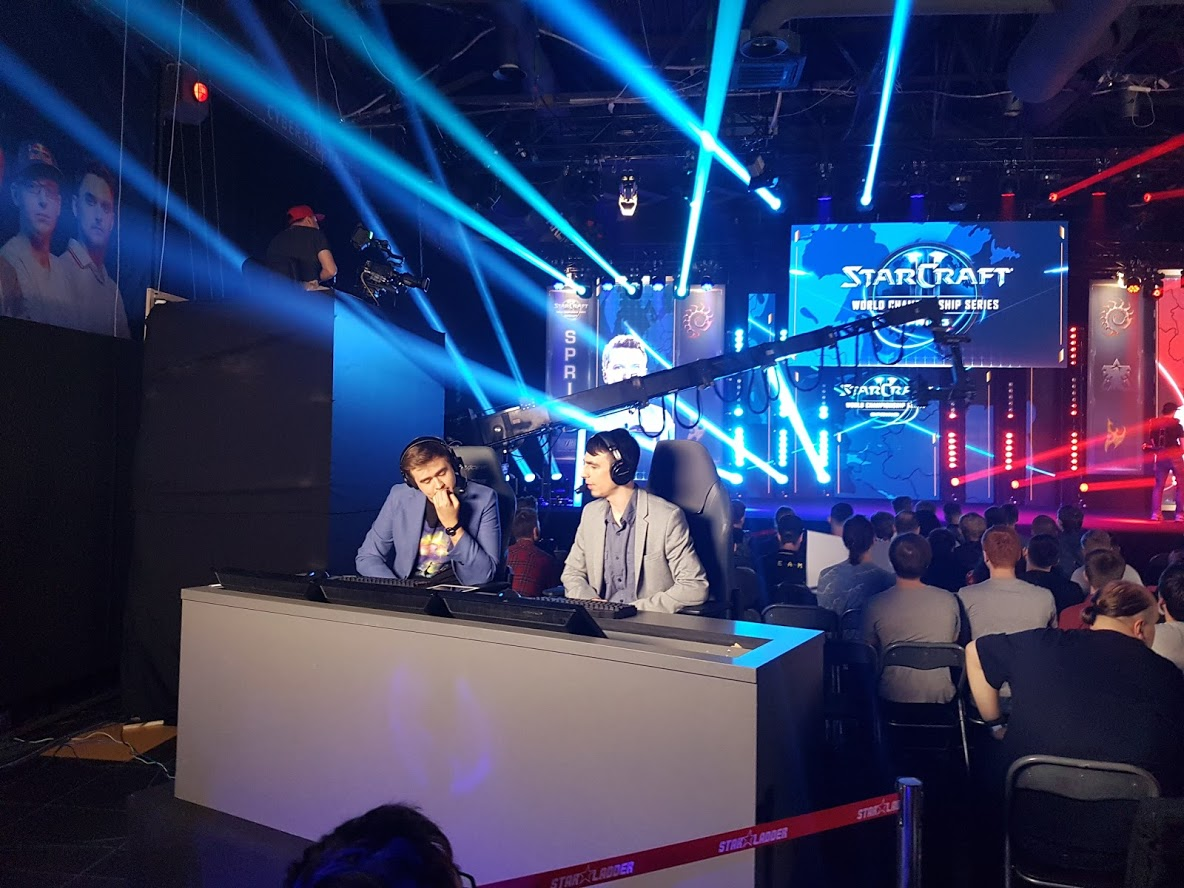
Михаил «Olsior» Зверев и Алексей «Alex007» Трушляков комментируют WCS Spring

WCS Spring прошёл 17—19 мая в Киев Киберспорт Арене. Русскоязычными комментаторами и ведущими стали Алексей «Alex007» Трушляков, Алексей «White-Ra» Крупник, Михаил «Olsior» Зверев, Владислав «Kaby» Перчик и Александр «TheFirstBee» Новаковский. Важным нововведением WCS Spring стало введение «сетки нокаутов» (англ. knockout bracket) — сетки, куда попадают люди, занявшие 3—4 место в своих группах. Таким образом, ни один киберспортсмен не вылетает из турнира после групповой стадии, и у спортсменов, попавших в группы с сильнейшими соперниками, остаётся возможность занять высокое место в турнире. 16 игроков, победивших на турнирах претендентов (региональных квалификациях), начали участие в турнире с третьей групповой стадии. Победителем чемпионата стал Йоона «Serral» Сотала, одержавший в финале победу над Хуаном Карлосом «SpeCial» Тена Лопезом со счётом 4:0. Для SpeCial WCS Spring стал первым чемпионатом такого уровня, в котором он вышел финал; на пути к финалу он сумел обыграть Алекса «Neeb» Сандерхафта. Организация турнира получила положительные отзывы: так, Рикард «SortOf» Бергман отмечал, что «условия у StarLadder гораздо лучше, чем на DreamHack». Кроме того, по числу просмотров WCS Spring превзошёл WCS Austin, проводимый годом ранее.
WCS Summer прошёл 12—14 июля, также в Киев Киберспорт Арене. Русскоязычными комментаторами стали Алексей «Alex007» Трушляков, Михаил «Olsior» Зверев, Владислав «Kaby» Перчик, Дмитрий «DIMAGA» Филипчук и Александр «TheFirstBee» Новаковский. Победителем чемпионата стал Риккардо «Reynor» Ромити, одержавший в финале победу над Йооной «Serral» Соталой со счётом 4:2.
WCS Fall прошёл 6—8 сентября в Монреале, Канада, в рамках DreamHack Montreal. Турнир окончился очередным противостоянием Serral и Reynor, из которого Serral вышел победителем со счётом 4:1.
По результатам серии чемпионатов WCS, на мировой финал попали Йоона «Serral» Сотала, Риккардо «Reynor» Ромити, Алекс «Neeb» Сандерхафт, Хуан Карлос «SpeCial» Тена Лопез, Ли «TIME» Пейнань, Габриэль «HeRoMaRinE» Сегат, Миколай «Elazer» Огоновски и Тобиас «ShoWTimE» Зибер.

### Рейтинг WCS Korea
2019 Global StarCraft II League Season 1 прошёл с 2 февраля по 13 апреля, победителем стал Чо «Maru» Сон Чу, обыгравший в финале Ким «Classic» Дох У со счётом 4:2 и ставший таким образом четырёхкратным победителем серии: в 2018 году он выиграл все три турнира GSL. Второй сезон прошёл с 29 апреля по 22 июня, чемпионом стал Пак «Dark» Риюнг У, обыгравший в финале Чо «Trap» Сон Хо со счётом 4:2. Чемпионом третьего сезона Global StarCraft II League стал Ли «Rogue» Бён Рёль, одержавший в финале победу над Чо «Trap» Сон Хо.
После завершения GSL Super Tournament 2 был зафиксирован рейтинг WCS Korea. Восемью лучшими киберспортсменами, заработавшими право выступать на BlizzCon, стали Пак «Dark» Риюнг Ву, Чо «Trap» Сон Хо, Ким «Classic» Дох У, Чо «Maru» Сон Чу, О «soO» Юн Су, Ли «Rogue» Бён Рёль, Ким «herO» Джун Ху и Ким «Stats» Дэ Ёп. Однако Classic не мог выехать за пределы Кореи из-за близящейся военной службы, поэтому его место мог занять Чон «TY» Тае Янг. 15 октября Classic объявил в «Твиттере», что получил разрешение на выезд за границу и будет выступать на BlizzCon.

### Глобальные соревнования
Intel Extreme Masters Season XIII — Katowice прошёл с 25 февраля по 3 марта, в нём приняло участие 24 игрока. Победителем турнира стал О «soO» Юн Су. Добираясь до финала, Юн Су одержал победу над действующим чемпионом мира, Йооной «Serral» Соталой, считающимся на тот момент времени лучшим игроком в мире. В финале, в котором он встретился с Ким «Stats» Дэ Ёпом, он проиграл первые две игры, однако после этого смог выиграть 4 карты подряд. Это стало первой победой soO на турнире такого масштаба: за свою карьеру он 7 раз доходил до финалов крупных соревнований, включая все сезоны GSL 2014 года, однако все 7 раз проигрывал, оставаясь на втором месте.
На 2019 GSL vs. The World из корейского региона были приглашены Пак «Dark» Риюнг У, Чо «Maru» Сон Чу и Ким «Classic» Дох У; голосованием среди зрителей были отобраны Ким «Stats» Дэ Ёп (победитель голосования среди протоссов), Юнг «FanTaSy» Мён Хун (победитель голосования среди терранов), О «soO» Юн Су (победитель голосования среди зергов), а также Чон «TY» Тае Янг и Чо «Trap» Сон Хо, набравшие большинство голосов среди оставшихся кандидатов. FanTaSy обошёл TY всего на один голос — 3925 против 3924. В команду мира были приглашены Йоона «Serral» Сотала, Алекс «Neeb» Сандерхафт, Хуан Карлос «SpeCial» Тена Лопез и Ли «TIME» Пейнань, а победителями голосований среди зрителей стали Миколай «Elazer» Огоновски (среди зергов), Тобиас «ShoWTimE» Зибер (среди протоссов), Габриэль «HeRoMaRinE» Сегат (среди терранов) и Риккардо «Reynor» Ромити (среди оставшихся). Elazer при этом набрал рекордные 11756 голосов (следующий за ним ShoWTimE набрал 3916) за счёт помощи польского рэпера и ютубера Gimper, опубликовавшего на своём канале видео с просьбой поддержать соотечественника. Победителем турнира стал Serral, обыгравший в финале Elazer со счётом 4:2.

## Мировой финал
Мировой финал прошёл 1—2 ноября в рамках выставки BlizzCon 2019 в Анахайме, Калифорния, США.
Многие зрители надеялись на противостояние Чо «Maru» Сон Чу и Йооны «Serral» Соталы, однако его не произошло несмотря на то, что эти игроки попали в одну группу. По результатам групповой стадии в плей-офф вышли Йоона «Serral» Сотала, Риккардо «Reynor» Ромити и шесть корейцев: О «soO» Юн Су, Чо «Trap» Сон Хо, Ли «Rogue» Бён Рёль, Ким «Classic» Дох У, Чо «Maru» Сон Чу и Пак «Dark» Риюнг Ву. Serral и Maru оказались в разных частях сетки, но ни один из них не дошёл до финала. Serral, встретившись в полуфинале с Риккардо «Reynor» Ромити, проиграл ему со счётом 2:3; Maru в четвертьфинале проиграл Пак «Dark» Риюнг Ву, далее дошедшему до финала. Первые две игры финала закончились победой Dark. В третьей игре Dark попробовал зарашить соперника, однако тому удалось отбиться. Далее Dark выиграл ещё две игры, таким образом одержав победу в финале со счётом 4:1 и став чемпионом мира. В интервью Dark объяснил, что рассчитывал встретить в финале Йоону Соталу, однако смена соперника роли не сыграла благодаря его усердной подготовке к турниру. Комментируя свою победу, он заявил: «сегодняшний Dark отличается от Dark, игравшего против ByuN [в финале 2016 StarCraft II World Championship Series]. Сейчас даже ByuN не смог бы противостоять мне».
На выставке Blizzcon 2019 был выставлен компьютер, за которым любой желающий мог сыграть против AlphaStar, искусственного интеллекта от DeepMind. Одним из сыгравших стал Serral — он проиграл компьютеру со счётом 1:3, однако он использовал непривычные периферийные устройства и не готовился к матчу специально.
Турнирная таблица плей-офф финала:
|  | Четвертьфиналы | Четвертьфиналы | Четвертьфиналы |  |  | Полуфиналы  | Полуфиналы  | Полуфиналы |   |            | Финал      | Финал | Финал |
|  |                |                |                |  |  |             |             |            |   |            |            |       |       |
|  | (з) Serral     | (з) Serral     | 3              |  |  |             |             |            |   |            |            |       |       |
|  | (з) soO        | (з) soO        | 0              |  |  | (з) Serral  | (з) Serral  | 2          |   |            |            |       |       |
|  | (з) Reynor     | (з) Reynor     | 3              |  |  | (з) Reynor  | (з) Reynor  | 3          |   |            |            |       |       |
|  | (п) Trap       | (п) Trap       | 2              |  |  |             |             |            |   | (з) Reynor | (з) Reynor | 1     |       |
|  | (з) Rogue      | (з) Rogue      | 2              |  |  |             | (з) Dark    | (з) Dark   | 4 |            |            |       |       |
|  | (п) Classic    | (п) Classic    | 3              |  |  | (п) Classic | (п) Classic | 0          |   |            |            |       |       |
|  | (з) Dark       | (з) Dark       | 3              |  |  | (з) Dark    | (з) Dark    | 3          |   |            |            |       |       |
|  | (т) Maru       | (т) Maru       | 0              |  |  |             |             |            |   |            |            |       |       |
|  |                |                |                |  |  |             |             |            |   |            |            |       |       |
|  |                |                |                |  |  |             |             |            |   |            |            |       |       |